# フィアンセはモンスター!?
『フィアンセはモンスター!?』は、花森ぴんくによる日本の漫画作品。『なかよし』（講談社）2007年9月号から2008年2月号まで連載された。

## 登場キャラクター
瞳みく（ひとみみく）
主人公。あるきっかけからモンスターの棲む家に居候するハメになった。
学生という設定ではあるが、年齢は不詳。ウインクでモンスターを骨抜きにする。
ラウト（後述）とは幼い頃に会っており、面識はあった筈だが、その頃の記憶は失われていた。
ラウト
モンスター界の王子。自分のコレクションを人間界に逃がしてしまったためにモンスター界を追放され、人間界にやってきた。
メエ
ラウトの執事。ヤギの形をしたモンスター。
メイ
ラウト家のメイド。羊の形をしたモンスター。
月乃園えりか
みくのクラスメイト。モンスターに興味があり、何かにつけて首を突っ込んではひどい目に遭う。
ジップ
みくに最初に骨抜きにされたモンスターで、それ以来みく達の手伝いをしている。ファスナーの形をした口で敵を吸い込む。
バニー
兎の形をしたモンスター。時間を止められる時計を持っている。
ルル
ラウトのいとこ。モンスター界におけるラウトの婚約者。自分を捨ててモンスター界を去ったラウトに執着心を燃やす。

## 書誌情報
- 花森ぴんく 『フィアンセはモンスター!?』 講談社 〈講談社コミックスなかよし〉 全2巻[1]
  1. 2007年12月28日発売、ISBN 978-4-06-364174-5
  2. 2010年2月5日発売、ISBN 978-4-06-364249-0